# Józef Pokorski
Józef Pokorski, ps. Ignac (ur. 20 lutego 1907 w Łodzi, zm. 12 stycznia 1978, tamże) – działacz komunistyczny, członek komitetu łódzkiego PZPR, prezes Widzewa Łódź (1955) oraz honorowy prezes klubu.

## Życiorys
Urodził się i wychował w rodzinie robotniczej. W wieku 15 lat podjął pracę w fabryce, gdyż jego rodzice z pensji nie byli w stanie opłacić jego dalszej nauki w gimnazjum. Pracował m.in. w fabryce Artura Meistra, a następnie w 1932 w fabryce Steinerta (późniejsze PZPB nr 3 oddział „B”), gdzie zaangażował się w działalność komunistyczną i został członkiem Komunistycznej Partii Polski. W 1934 został sekretarzem Komitetu Dzielnicowego KPP Górna-Lewa, używając pseudonimu „Ignac”. Za działalność partyjną został zwolniony z pracy. W 1936 został aresztowany i osadzony w Miejscu Odosobnienia w Berezie Kartuskiej. Dopiero w 1939 został przyjęty do pracy w fabryce Kindermana w charakterze robotnika podwórzowego, a po zajęciu Łodzi przez III Rzeszę został wywieziony na roboty w głąb Niemiec w rejon gór Harz, z których uciekł. Następnie ukrywał się w województwie kieleckim, a po wyzwoleniu Łodzi spod okupacji niemieckiej, powrócił do niej i został I sekretarzem Komitetu Dzielnicowego PZPR Górna-Prawa (1945–1951) oraz kierownikiem propagandy, a następnie w latach 1951–1952 był I sekretarzem Komitetu Zakładowego fabryki Scheiblera (późniejsze ŁZPB im. Obrońców Pokoju). Następnie był zastępcą przewodniczącego Komisji Kontroli Partii. Był także I sekretarzem KD PZPR Łódź-Fabryczna.
W 1955 pełnił funkcję prezesa Widzewa Łódź, w późniejszym czasie zostając honorowym prezesem klubu.

### Życie prywatne
Miał żonę – Genowefę Pokorską (zm. 1958) i syna – oboje przeżył. Pochowany został na cmentarzu komunalnym Doły w Łodzi (kwatera XXXIV-10-10).

## Ordery i odznaczenia
- Order Sztandaru Pracy I klasy
- Krzyż Komandorski z Gwiazdą Orderu Odrodzenia Polski (1974)[3][6]
- Order Sztandaru Pracy II klasy (1964)[3][7]
- Krzyż Oficerski Orderu Odrodzenia Polski
- Srebrny Krzyż Zasługi (8 maja 1946)[8]
- Medal 30-lecia Polski Ludowej
- Medal 10-lecia Polski Ludowej
- Honorowa Odznaka Miasta Łodzi[3]